# Pólko (powiat wąbrzeski)
Pólko – wieś w Polsce położona w województwie kujawsko-pomorskim, w powiecie wąbrzeskim, w gminie Płużnica.
W latach 1975–1998 miejscowość położona była w województwie toruńskim. Według Narodowego Spisu Powszechnego (III 2011 r.) liczyła 107 mieszkańców. Jest czternastą co do wielkości miejscowością gminy Płużnica.